# TV Osaka
TV Osaka (テレビ大阪, Terebi Ōsaka) sovint abreujada com TVO i abans coneguda com a Channel 19 Osaka és una cadena de televisió del tercer sector de la prefectura d'Osaka, Japó, afiliada a la xarxa de TV Tokyo (TXN).
L'àmbit d'emissió de TVO es limita només al marc geogràfic de la prefectura d'Osaka, a diferència de la resta de grans grups televisius, que tenen emissores d'àmbit regional de Kansai. Usualment ocupal el número 7 al comandament a distància local.
La mascota de l'emissora és Takoru-kun (たこるくん), un takoyaki antropomòrfic que representa l'esperit osaquenc de la cadena. Tokuru-kun sovint va acompanyat per un xicotet polp que fa referència a l'ingredient principal del Takoyaki, especialitat gastronòmica osaquenca.

## Història
El 23 de gener de 1981 es va fundar l'empresa TV Osaka com a part de l'estratègia del Canal 12 de Tòquio (actual TV Tokyo) d'expandir-se per tot el Japó i amb un petit impuls dels governs locals. Les emissions de la cadena van començar l'1 de maig de 1982, sent així el primer canal, sense comptar TV Tokyo, afiliat a la nova Mega TON Network, actualment TX Network (TXN). Des de 1982 fins a 1997 el logotip de la cadena sera "TVO" o "Channel 19 Osaka" indistintament. El 1992 l'emissora fa deu anys. El 2001, per a celebrar el vint aniversari de la cadena, es presenta la nova mascota Takoru-kun, un xicotet takoyaki antropomòrfic. El 2003, amb motiu de les noves emissions en TDT de la cadena, desapareix el número 19 del logotip i el logo passa a ser TVO 7, amb especial enfasi en el 7, que havia de ser el distintiu de l'emissora al comandament a distància. El 2004 tots els programes produïts per la cadena són en audio estereofònic. El 24 de juliol de 2011 finalitzen les emissions analògiques de la cadena.

## Emissió

### Analògica
JOBH (TV Osaka)
- Osaka (mont Ikoma): canal 19

Emet a la regió central de la prefectura d'Osaka, sud-est de la prefectura de Hyogo i parts de les prefectures de Kyoto i Nara.
- Hirakata: canal 21

Emet cap al nord-est de la prefectura d'Osaka i parts de les prefectrures de Kyoto, Nara i Shiga.

### Digital
JOBH-DTV (TVO Osaka Digital Television)
- Dial al comandament a distància: 7
- Osaka (mont Ikoma): canal 18
- Hirakata: canal 27
- Minoo: canal 27

## Inversors
Des de la seua creació el 1983 i fins fa ben poc, la cadena comptava amb una petita participació del 2,5 per cent del capital per part del Govern Prefectural d'Osaka i el Consell Municipal d'Osaka respectivament. De fet, va la creació del primer i únic canal únicament osaquenc va ser un objectiu del mandat del governador Sakae Kishi. Tot i això, des de l'arribada al poder del partit liberal ARO i el seu líder Tōru Hashimoto, la participació pública al canal com a altres empreses públiques va acabar degut a un programa d'austeritat que entre altres coses, va privatitzar algunes empreses de propietat prefectural.